# Полозович
Полозович (пол. Połozowicz) — шляхетський герб. Походить з Пінщини, де його з давніх часів використовували представники роду Полозів.

## Опис
У блакитному полі одна золота восьмипроменева зірка, яка тут з прадавніх часів не підлягла європейському перетворенню на шестикутну.

## Використання
Полози